# Штатхаген
Штатхаген (њем. Stadthagen) град је у њемачкој савезној држави Доња Саксонија. Једно је од 38 општинских средишта округа Шаумбург. Према процјени из 2010. у граду је живјело 22.638 становника. Посједује регионалну шифру (AGS) 3257035.

## Географски и демографски подаци
Штатхаген се налази у савезној држави Доња Саксонија у округу Шаумбург. Град се налази на надморској висини од 72 метра. Површина општине износи 60,3 km². У самом граду је, према процјени из 2010. године, живјело 22.638 становника. Просјечна густина становништва износи 376 становника/km².

## Међународна сарадња
| Мјесто  | Држава    | Врста сарадње | Од    |
| ------- | --------- | ------------- | ----- |
|         | Француска | партнерство   | 1967. |
| Таполца | Мађарска  | партнерство   | 1990. |
| Извор   |           |               |       |